# Cosmin
Cosmin ist eine knochenähnliche Substanz, die sich in der Haut bestimmter Fischarten (Fleisch-/Muskelflosser = Sarcopterygii) befindet. Sie ist wichtiger Bestandteil bei der Bildung der Fischschuppe.
Es gibt mehrere Arten von Fischschuppen: Placoidschuppen, Ganoidschuppen, Cosmoidschuppen und zwei Grundformen von Elasmoidschuppen (Cycloidschuppen und Ctenoidschuppen). Cosmin findet man hauptsächlich in Cosmoidschuppen.
Fischschuppen sind ähnlich wie die Zähne des Menschen aufgebaut. Bei Cosmin handelt es sich um eine dem Dentin (Zahnbein) ähnliche Substanz. Cosmin unterscheidet sich vom Dentin darin, dass dessen Kanälchen bäumchenartig verzweigt (statt einzeln) zur Pulpahöhle (Zahnmark) verlaufen. Diese Kanälchen entstehen durch Fortsätze (Tomes-Faser) derjenigen Zellen, die das Cosmin bilden (Odontoblasten).